# Exhibition 2
《Exhibition 2》는 전람회의 2집 앨범이다.

## 개요
1집 활동 후 군악대에서 군 생활을 하게 된 김동률과 서동욱이 군 생활을 마치며 낸 음반이다. 신해철이 전반적인 감독을 하게 되고 두 멤버가 제작에 전면적으로 나선 앨범이다. 김동률 특유의 현악 세션과 함께 기타리스트 김세황의 연주 등이 어우러진 음반이다. 김동률이 직접 현악을 지휘하고 이병우가 어쿠스틱 기타를 잡은 첫 트랙 〈고해소에서〉, 서동욱의 베이스 연주가 어우러진 재즈풍의 〈J's Bar에서〉, 서동욱의 미성이 인상적인 〈마중가던 길〉, 전 층으로부터 많은 인기를 얻은 〈취중진담〉 등이 실려있다. 
김동률이 전곡의 작사, 작곡과 편곡을 맡았다(〈J's BAR에서〉의 편곡은 노준명이 했다.).

## 수록곡
1. 고해소에서 - 3:43
2. 이방인 - 4:51
3. J's BAR에서 - 4:01
4. 유서 - 4:39
5. 마중가던 길 - 3:11
6. 새 - 4:46
7. BLUE CHRISTMAS - 4:08
8. 취중진담 - 5:20
9. 10년의 약속 - 5:38